# Jürgen Grabe
Jürgen Grabe (* 16. November 1959) ist ein deutscher Bauingenieur für Geotechnik und Professor an der Technischen Universität Hamburg.

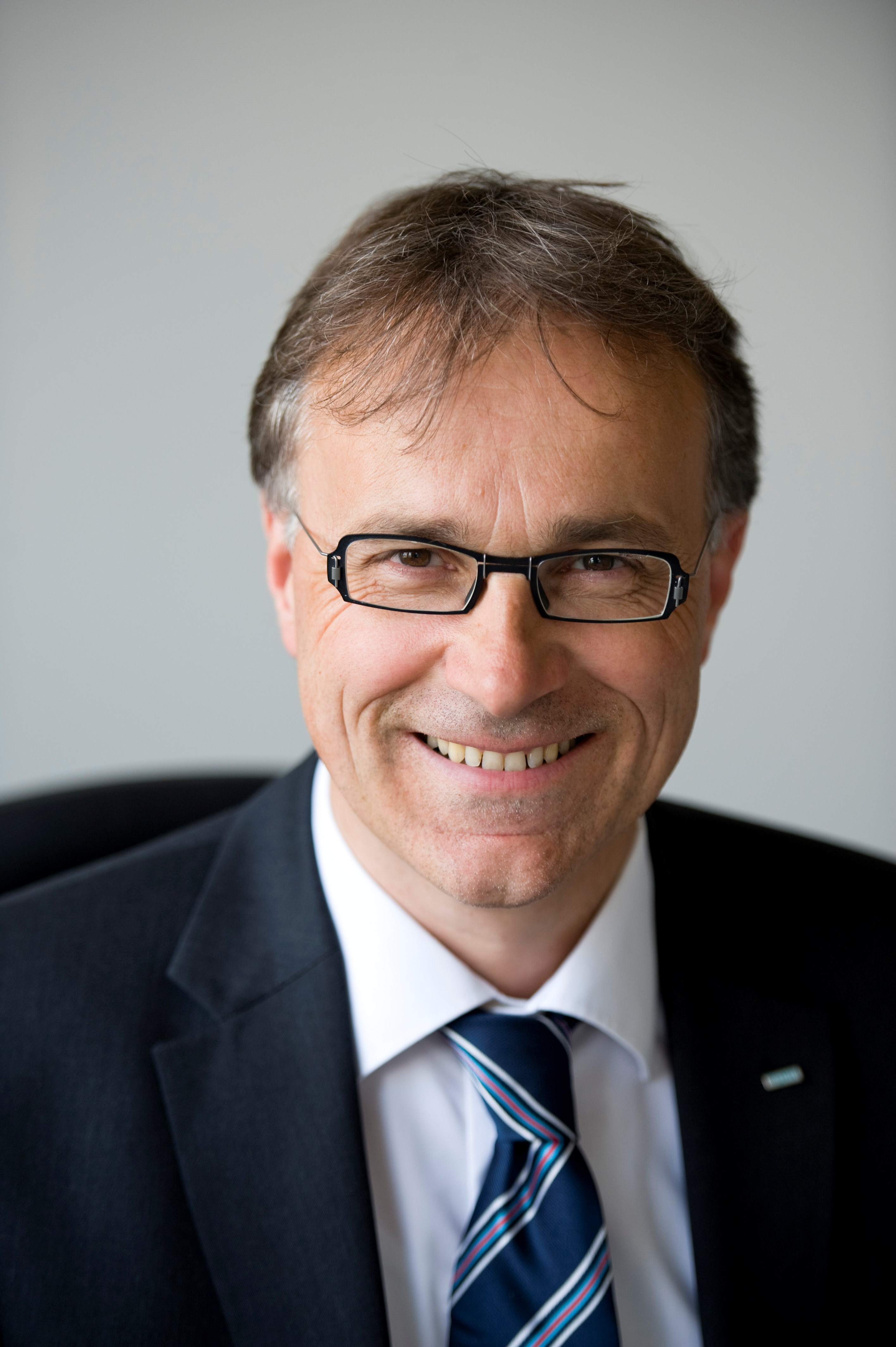
Jürgen Grabe (2020)

Grabe studierte nach dem Abitur in Hamburg ab 1980 Bauingenieurwesen an der TH Hannover (Schwerpunkt konstruktiver Ingenieurbau) mit dem Diplom 1986 und war dann Forschungsassistent am Institut für Boden- und Felsmechanik der Universität Karlsruhe, an der er 1991 bei Gerd Gudehus promovierte (Experimentelle und theoretische Untersuchungen zur flächendeckenden dynamischen Verdichtungskontrolle). Danach war er von 1992 bis 1995 Projektleiter beim Ingenieurbüro IGB in Hamburg, 1996 Niederlassungsleiter bei Trischler & Partner in Potsdam  und von 1996 bis 1998 Bauleiter bei Bauer Spezialtiefbau GmbH Bauer AG, deren Zweigstelle er ab 1997 in Hamburg leitete. Ab 1998 ist er Professor für Geotechnik an der TU Hamburg und Direktor des Instituts für Geotechnik und Baubetrieb. Von 2011 bis 2014 war er dort Vizepräsident für Forschung.
Schwerpunkte seiner Forschung sind numerische Modellierung, Bodenverdichtung, Pfahlgründungen und Marine-Geotechnik (Offshore wie Monopile-Pfahlgründungen von Windrädern, Hafenbau, Spundwände).
Von 2009 bis 2020 war er Vorsitzender des Arbeitsausschusses Ufereinfassungen der Hafentechnischen Gesellschaft HTG und der Deutschen Gesellschaft für Geotechnik DGGT, die die Empfehlungen des Arbeitsausschusses Ufereinfassungen (EAU) herausgeben. Grabe ist seit 2018 Stellvertretender Vorsitzender der  DGGT. Er ist im wissenschaftlichen Beirat der Bundesanstalt für Wasserbau und seit 2012 Mitglied der Akademie der Wissenschaften in Hamburg. Grabe ist im Technischen Komitee TC 209 (Offshore Geotechnics) und TC 203 (Numerical Methods in Geotechnics) der International Society for Soil Mechanics and Geotechnical Engineering.
Seit 2010 ist im Editorial Board der Zeitschrift Geotechnik.
1992 erhielt er den Carl Rappert Grundbau Preis der DGGT und den Fritz-Peter Müller Preis für Baudynamik der Universität Karlsruhe. 2019 hielt er die Vienna Terzaghi Lecture (Geomechatronik- ein Zukunftsfeld).
Er ist verheiratet und hat vier Kinder.

## Schriften
- Bodenmechanik und Grundbau, TU Hamburg-Harburg 2003
- Marine Gründungsbauwerke, in: Beton-Kalender 2019, Ernst und Sohn, S. 295–366
- mit Hans-Uwe Kalle, Karl Morgen: Spundwände, in Witt (Hrsg.), Grundbau-Taschenbuch, Ernst und Sohn, Band 3, 8. Auflage 2018, S. 325–420